# Acorn Electron
O Acorn Electron foi uma versão barata do computador doméstico/educativo BBC Micro, fabricado pela Acorn Computers Ltd. Tinha 32 KiB de RAM, e sua ROM incluía o BBC BASIC, juntamente com o sistema operacional.

## Características
O Electron era capaz de salvar e carregar programas em fita cassete através de um cabo de ligação conectado à entrada do microfone de qualquer gravador. Era capaz de exibir gráficos básicos, tanto num televisor quanto num monitor de fósforo verde.
O hardware do BBC Micro era emulado por um único chip ULA desenhado pela Acorn. Tinha algumas limitações conhecidas, tais como a incapacidade de usar mais de um canal de voz simultaneamente, onde o BBC era capaz de polifonia em três vozes, e também a inexistência de um modo teletexto. A arquitetura da máquina também impôs um substancial decréscimo de velocidade para os aplicativos executando em RAM, embora aplicativos em ROM executassem à mesma velocidade do BBC.
A ULA controlava o acesso à memória e era capaz de prover 32K×8 bits de RAM endereçável usando chips RAM 4164 de 4×64K×1 bit.